# Metro de Chengdu
El Metro de Chengdu (en chino:成都地铁) Es el sistema de transporte masivo de la ciudad-subprovincia de Chengdu, capital de la provincia de Sichuan, República Popular China. Cuenta con dos líneas, la línea 1, que fue construida entre diciembre de 2005 y 2010 (operaciones de prueba en marzo de 2010 y apertura oficial el 27 de septiembre de 2010) y la línea 2, que inició sus operaciones en septiembre de 2012. Es operado por Chengdu Metro Limited Liability Company el 27 de septiembre de 2010. En abril de 2024, está en funcionamiento 13 líneas con un kilometraje total de 561 kilómetros.

## Red
Habrá cinco líneas construidas en la primera fase, que cubre 126 kilómetros con 116 estaciones, incluyendo 11 estaciones de intercambio. La línea 1 tiene 17 estaciones y 18,50 km de longitud, comienza en el lago Shenxian y termina en la ciudad Century. La línea 2 cuenta con 20 estaciones, a lo largo de 22,38 km, entre las estaciones de Xipu y el Instituto de Administración Chengdu.

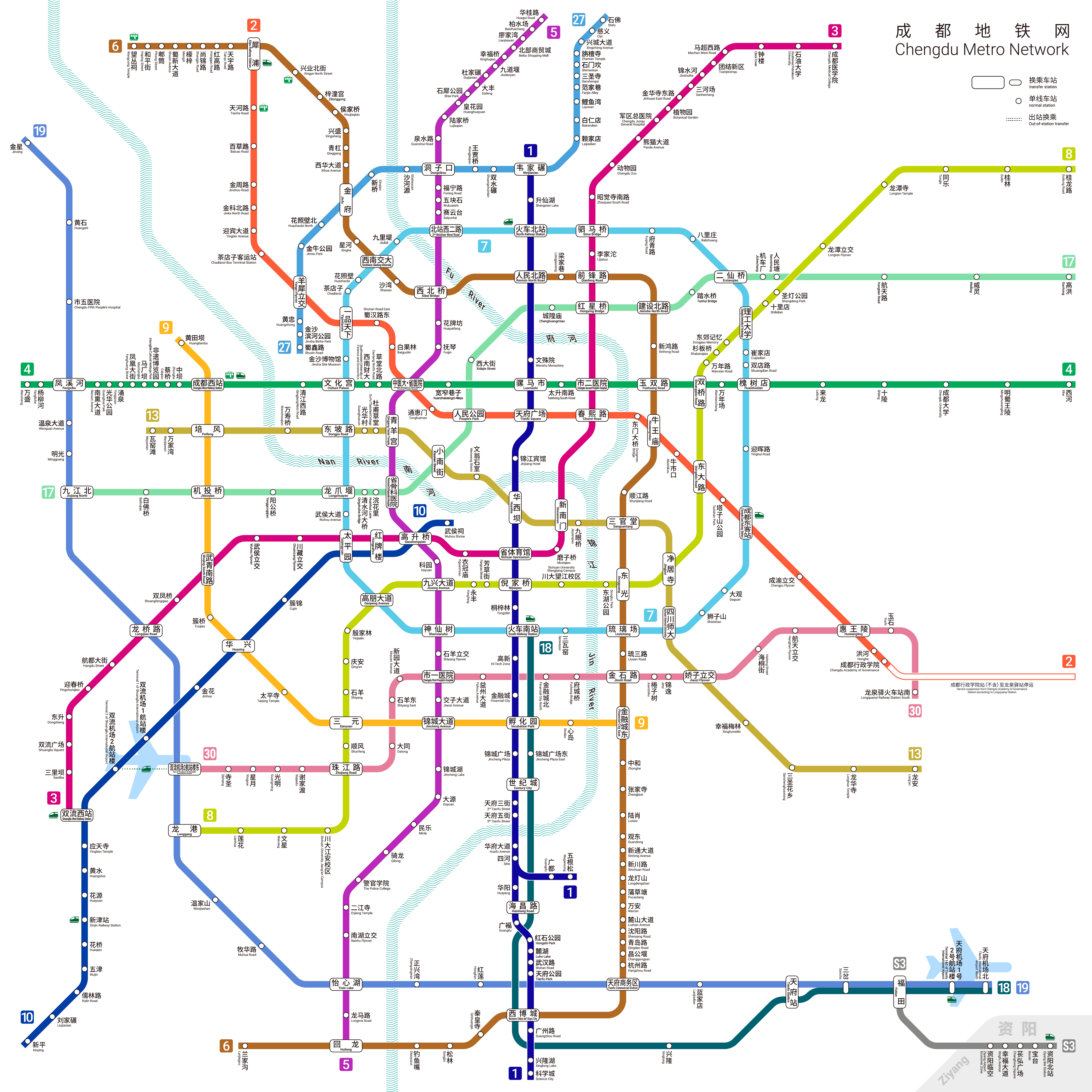
Mapa de la red de metro de Chengdu

| Línea    | Terminales              | Terminales                                    | Inauguración | Proyectos | Longitud en km | Estaciones |
|          |                         |                                               |              |           |                |            |
| Línea 1  | Weijianian              | Science City                                  | 2010         | 2015      | 40.99          | 35         |
| Línea 2  | Xipu                    | Longquanyi                                    | 2012         | 2013      | 42.30          | 32         |
| Línea 3  | Chengdu Medical College | Shuangliu West Station                        | 2016         | 2018      | 49.85          | 37         |
| Línea 4  | Wansheng                | Xihe                                          | 2015         | 2017      | 43.30          | 30         |
| Línea 7  | Taipingyuan             | Cuijiadian                                    | 2017         | —         | 38.61          | 31         |
| Línea 10 | Xipu                    | Terminal 2 of Shuangliu International Airport | 2017         | —         | 10.90          | 6          |
|          |                         |                                               |              |           |                |            |

## Líneas en construcción
Las líneas 2, 3, 4 y la línea 1 en la fase 1 están actualmente en construcción y se espera que estarán terminadas antes de 2015. La línea 7 se espera iniciar la construcción antes de fin de 2012, con una fecha límite de terminación en 2015. Una vez completada esta línea en 2015, el metro de Chengdu tendrá más de 100 km de red en funcionamiento.

## Red en expansión
Siete líneas se prevén construir en los próximos treinta años y cinco se han planificado hasta ahora, todas en el centro de la ciudad. Cuando la totalidad de la línea 1 se haya completado, tendrá una longitud de 31,6 km con 22,44 de tramos subterráneos y 9,16 km en superficie, con 23 estaciones.